# ТЕС Богра (Confidence Power)
ТЕС Богра (Confidence Power) – електрогенеруючий майданчик на північному заході Бангладеш, створений компанією Confidence Power. 
В 21 столітті на тлі стрімко зростаючого попиту у Бангладеш почався розвиток генеруючих потужностей на основі двигунів внутрішнього згоряння, які могли бути швидко змонтовані. Зокрема, в 2019-му у Богрі почала роботу електростанція компанії Confidence Power, яка складається із двох однотипних черг. Кожна з них має 6 генераторних установок MAN 18V48/60 потужністю по 18,6 МВт, відпрацьовані якими гази потрапляють у 6 котлів-утилізаторів, постачених індійською МЕ, від яких живляться дві малі парові турбіни MAN MARIM 4C2. За договором із державною електроенергетичною корпорацією Bangladesh Power Development Board (BPDB) кожна з черг майданчику Confidence Power має гарантувати поставку 113 МВт електроенергії, при цьому BPDB буде, зокрема, перепродувати електроенергію компанії Confidence Cement – головному учаснику Confidence Power. 
Як паливо станція використовує нафтопродукти.
Видача продукції відбувається по ЛЕП, розрахованій на роботу під напругою 132 кВ.
Можливо відзначити, що станом на кінець 2010-х в Богрі також діяли два тимчасові генеруючі майданчики, створені на орендній основі для BPDB компаніями GBB (гарантована потужність 22 МВт) та Energyprima (гарантована потужність 20 МВт). На відміну від станції Confidence Power вони споживали природний газ, який надходить до Богри по відгалуженню від газотранспортного коридора Ашугандж – Бхерамара. При цьому регіони на заході Бангладеш відчували дефіцит блакитного палива через дисбаланс виробництва та стрімко зростаючого попиту (в 2018-му для його покриття країна почала імпорт зрідженого газу через термінал у Мохешкалі).